# Maria da Gloria Carvalho
Maria da Gloria Carvalho là người đẹp Brasil đầu tiên và duy nhất cho đến thời điểm này từng đăng quang ngôi vị Hoa hậu Quốc tế.

## Danh tiếng
Bà dừng lại ở vị trí thứ 3 (á hậu 2) trong cuộc thi hoa hậu Brasil với tư cách là đại diện của Guanabara vào năm 1968. Danh hiệu này đã đưa Maria đến cuộc thi Hoa hậu Quốc tế vào cuối năm đó khi nó lần đầu được tổ chức ở Tokyo, Nhật Bản. Với vốn tiếng Nhật được học tại quê nhà, bà đã chiếm tình cảm của đông đảo khán giả và ban giám khảo để rồi sau đó trở thành Hoa hậu Quốc tế 1968 
Trong cùng năm đó, Brasil còn giành được danh hiệu Hoa hậu Hoàn vũ 1968 bởi Martha Vasconcellos, người chiến thắng chính thức ở cuộc thi hoa hậu Brasil 1968.